# Myrmotherula
Myrmotherula is een geslacht van vogels uit de familie Thamnophilidae (miervogels). De wetenschappelijke naam van het geslacht werd gepubliceerd in 1858 door Sclater.

## Soorten
De volgende soorten zijn bij het geslacht ingedeeld:
- Myrmotherula ambigua  –  Geelkeelmiersluiper
- Myrmotherula assimilis  –  Pelzelns miersluiper
- Myrmotherula axillaris  –  Witflankmiersluiper
- Myrmotherula behni  –  Behns miersluiper
- Myrmotherula brachyura  –  Dwergmiersluiper
- Myrmotherula cherriei  –  Cherries miersluiper
- Myrmotherula fluminensis  –  Rio-de-janeiromiersluiper
- Myrmotherula grisea  –  Carrikers miersluiper
- Myrmotherula ignota  –  Griscoms miersluiper
- Myrmotherula iheringi  –  Iherings miersluiper
- Myrmotherula klagesi  –  Klages' miersluiper
- Myrmotherula longicauda  –  Langstaartmiersluiper
- Myrmotherula longipennis  –  Langvleugelmiersluiper
- Myrmotherula luctuosa  –  Zilverflankmiersluiper
- Myrmotherula menetriesii  –  Bonte miersluiper
- Myrmotherula minor  –  Salvadori's miersluiper
- Myrmotherula multostriata  –  Amazonemiersluiper
- Myrmotherula pacifica  –  Pacifische miersluiper
- Myrmotherula schisticolor  –  Leigrijze miersluiper
- Myrmotherula sclateri  –  Sclaters miersluiper
- Myrmotherula snowi  –  Alagoasmiersluiper
- Myrmotherula sunensis  –  Rio-Sunomiersluiper
- Myrmotherula surinamensis  –  Guyanamiersluiper
- Myrmotherula unicolor  –  Effen miersluiper
- Myrmotherula urosticta  –  Witstaartmiersluiper